# Epidendrum liguliferum
Epidendrum liguliferum är en orkidéart som beskrevs av Charles Schweinfurth. Epidendrum liguliferum ingår i släktet Epidendrum och familjen orkidéer.
Artens utbredningsområde är Peru. Inga underarter finns listade i Catalogue of Life.